# Le Repas de noce
 (mars 2013).
Si vous disposez d'ouvrages ou d'articles de référence ou si vous connaissez des sites web de qualité traitant du thème abordé ici, merci de compléter l'article en donnant les références utiles à sa vérifiabilité et en les liant à la section « Notes et références ».
Le Repas de noce ou La Noce paysanne est une peinture de 1567 ou 1568 de Pieter Brueghel l'Ancien, peintre flamand de la Renaissance, qui représente un repas réunissant des paysans dans une salle bondée. Cela symbolise la communion, le partage. Le tableau est acheté par l'archiduc Ernest à Bruxelles en 1594, il a vraisemblablement fait partie de la collection de Rodolphe II puis de la collection de Léopold-Guillaume en 1659.

## Couleurs
Ce sont des couleurs chaudes, reparties dans le tableau ; (rouges) pour les casquettes et les hauts des porteurs ainsi que du musicien contrebalancé par un fond de la salle jaune, terne. La lumière vient d'abord des serveurs puis des galettes dans un prolongement tout au long de la table jusqu'à la sortie de la maison. Ces couleurs expriment la vitalité et la divinité, toute appropriée à l'événement : les noces.

## Perspectives
Le service des boissons et des mets occupe le premier plan du tableau des noces. Seuls les murs arrière de la grange figurent les limites de la pièce. La décoration murale distingue discrètement la mariée du reste des convives. Elle est assise devant une tenture verte à côté de ses parents, au-dessus desquels sont suspendues des gerbes de blé croisées, en signe de fertilité.
Les lignes du tableau convergent vers la sortie de la salle, où un attroupement s'est formé. La profondeur est formée par la chaise, le plat en bois, le banc, la table, les poutres, le panneau en bois, le portail d'entrée. Le vide est aussi présent entre les cruches et le banc. Le tableau est formé de quatre plans : le remplisseur de cruche et l'enfant, les porteurs et le serveur, l'attroupement sur le banc et les musiciens, le fond de la salle.

## Symbolique
L'excès est montré par la quantité des plats sur la table et des cruches vides au premier plan. Le contraste se fait par la mariée, qui préfère ne pas toucher au plat. Elle symbolise la contenance. L'aspect convivial est souligné par l'enfant avec un chapeau rouge et, avec un pain, la main à la bouche.

## Le tableau dans la culture
Un pastiche du tableau occupe une pleine page dans une des scènes finales de l'album Astérix chez les Belges.